# ジェイムズ・ウィリアム・グッド

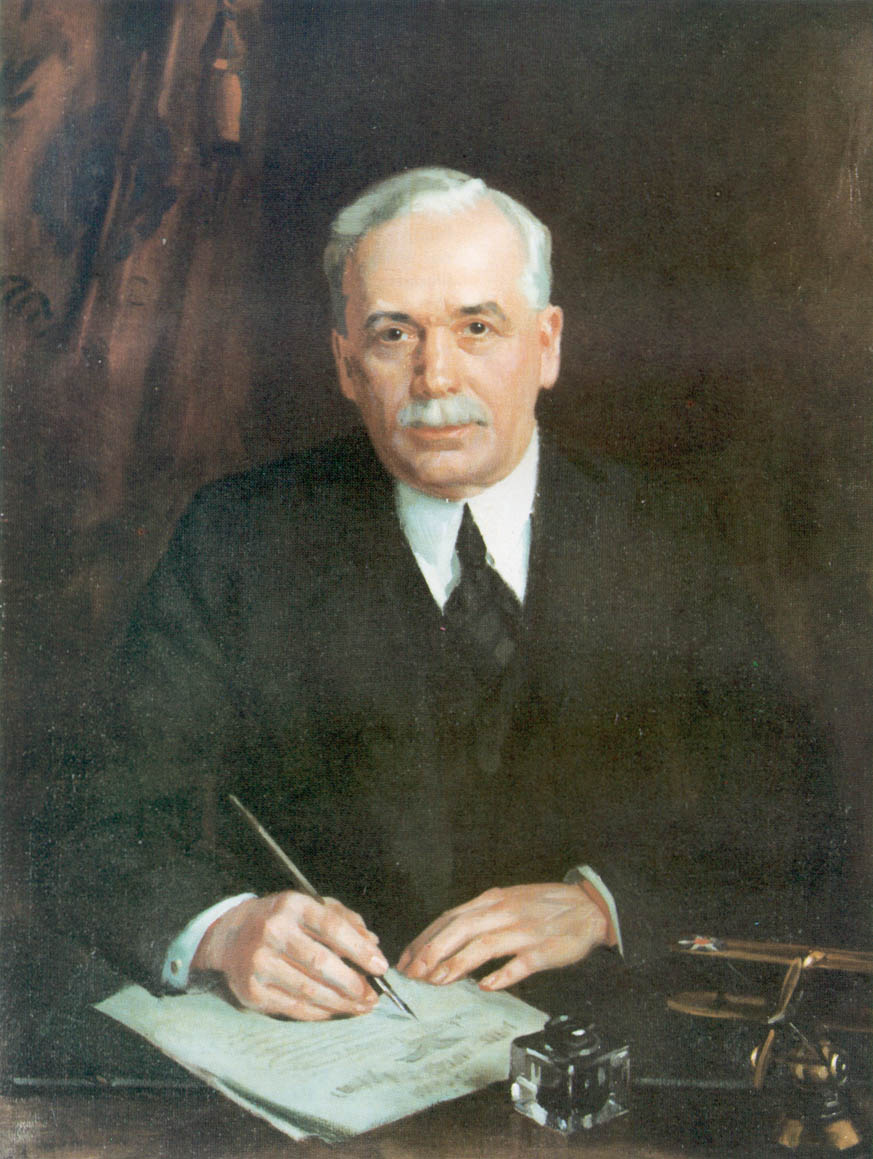
ジェイムズ・ウィリアム・グッド

ジェイムズ・ウィリアム・グッド（James William Good, 1866年9月24日 - 1929年11月18日）は、アメリカ合衆国の政治家。共和党に所属し、ハーバート・フーヴァー大統領の下で第50代アメリカ合衆国陸軍長官を務めた。

## 生涯
1866年9月24日、グッドはアイオワ州シーダーラピッズ近郊において誕生した。グッドは地元の公立学校で学び、1892年にコウ大学を卒業した。グッドは続いてミシガン大学ロースクールで学び、1893年に法務博士号を取得した。
グッドは1893年に弁護士として認可を受けた。グッドはインディアナ州インディアナポリスでオリヴァー・H・カーソンとともに法律事務所 Carson & Good を開業したが、間もなくアイオワ州シーダーラピッズに帰郷した。グッドはシーダーラピッズにおいてチャールズ・J・ディーコンと共同で法律事務所 Deacon & Good を経営した。続いてグッドは1906年から1908年までシーダーラピッズ市の弁護士を務めた。その後グッドは1908年から1921年まで、シーダーラピッズの法律事務所 Deacon, Good, Sargent & Spangler の共同経営者となった。

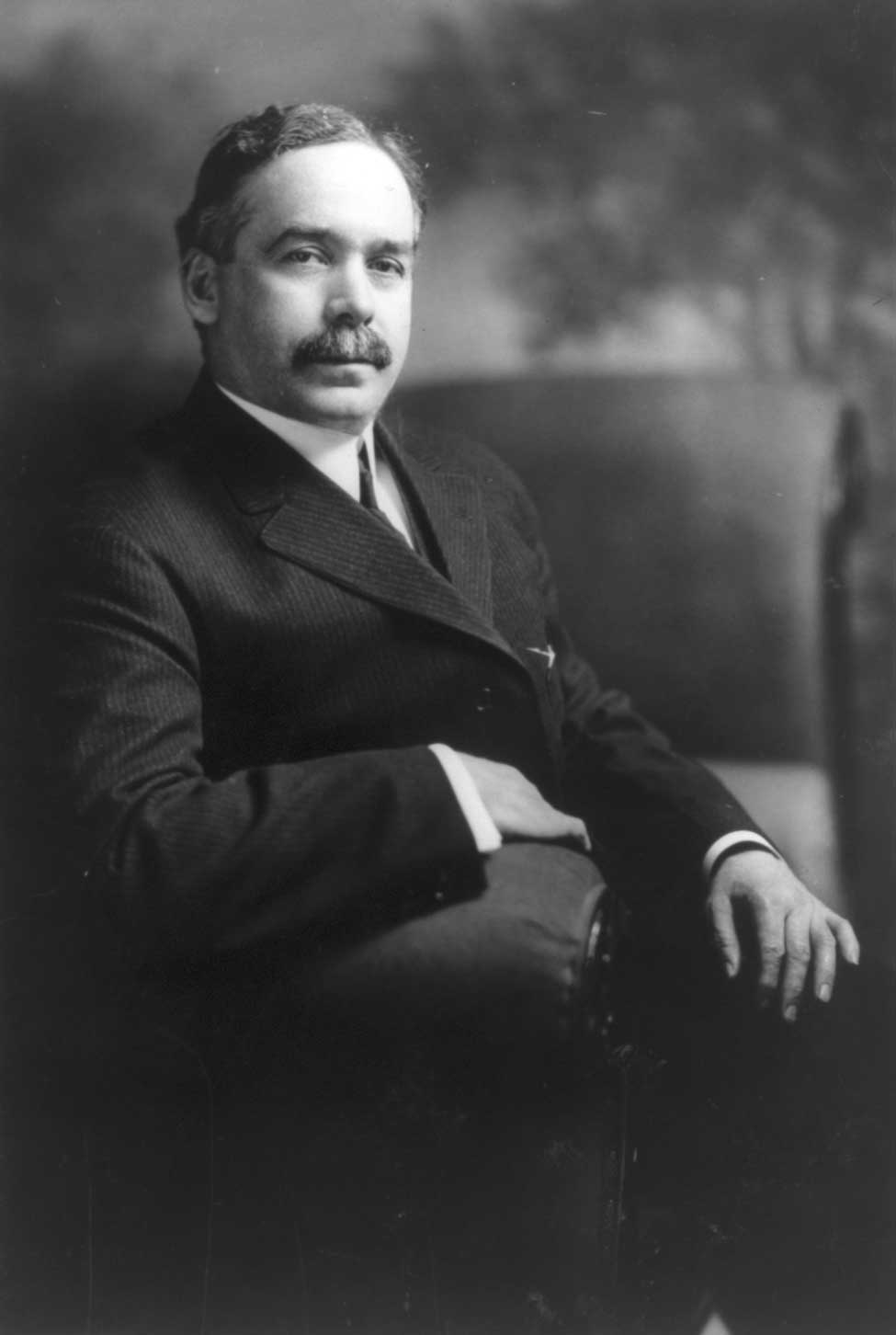
連邦下院議員時代のグッド

1908年、グッドはアイオワ州第5連邦下院選挙区から連邦下院議員に選出された。グッドは1909年3月4日から1921年6月15日に辞任するまで、連邦下院議員を7期12年務めた。グッドは第66議会および第67議会において、下院歳出委員会委員長を務めた。グッドは連邦政府の予算システムの改革に、大きく寄与した。
1921年に連邦下院議員を退任後、グッドはイリノイ州シカゴ近郊の町エバンストンへ移り、弁護士業を再開した。グッドは法律事務所 Good, Childs, Bobb & Wescott の共同経営者となった。
グッドは1924年の大統領選挙においてカルヴィン・クーリッジを支持し、西部地区担当の選挙対策部長を務めた。また1928年の大統領選挙ではハーバート・フーヴァーを支持し、同じく西部地区担当の選挙対策部長を務めた。

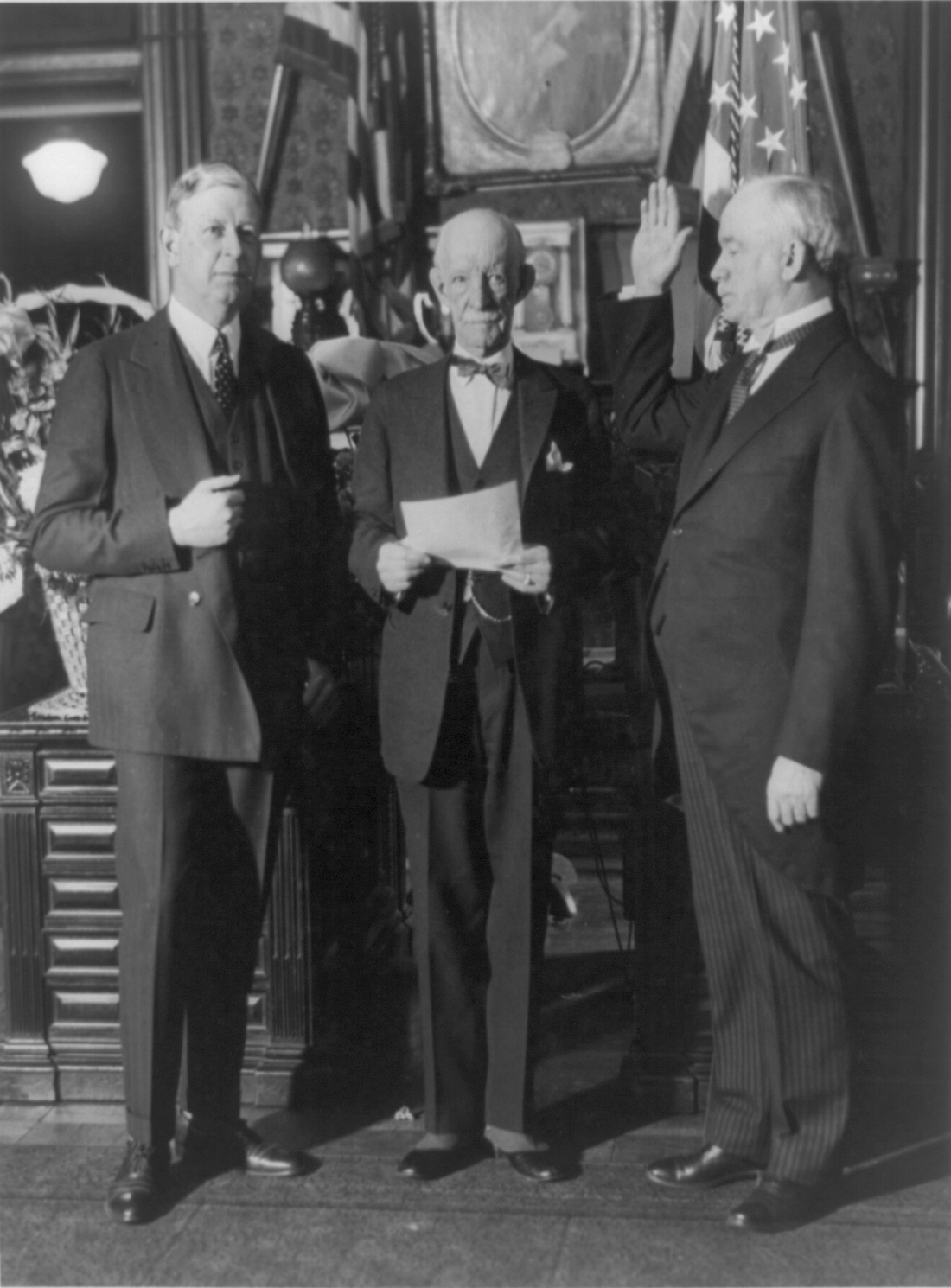
陸軍長官への就任宣誓を行うグッド（右）

フーヴァーが大統領選挙で勝利を収めると、グッドは1929年3月5日に陸軍長官として指名を受け、よく3月6日に着任した。
1929年11月13日、グッドは虫垂炎を引き起こし、ウォルター・リード陸軍病院において緊急手術を行った。だがグッドは手術後の11月18日、敗血症により急死した。グッドの遺体は故郷アイオワ州シーダーラピッズのオークヒル墓地に埋葬された。

## 家族
父親はヘンリー・ガス・オア・グッド (Henry Guth Or Good, 1832-1916)、母親はマーガレット・エリザベス・コームズ (Margaret Elizabeth Combs, 1841-1923) であった。
グッドは1894年10月4日にルーシー・ディーコン (Lucy Deacon) と結婚した。グッドはルーシーとの間に、以下の子供をもうけた。
1. ジェイムズ・ウィリアム・グッド (James William Good)
2. ロバート・エドモンド・グッド (Robert Edmund Good)